# Isolados do Rio Envira
Os Isolados do Rio Envira são uma etnia indígena nativa brasileira e peruana que vive isolada no território indígena de Kampa, no município de Feijó, estado do Acre, no Brasil. A Terra Indígena em questão também é habitada pelos Ashaninka e pelo povo Xinane.
Em 2014, fizeram contato com os indígenas da etnia ashaninka que vivem na aldeia Simpatia, no oeste da Amazônia. Seu idioma deriva do tronco linguístico Pano. Por meio de intérpretes, os três indivíduos relataram violência por armas de fogo por pessoas não-indígenas do Peru.